# North Marston
North Marston – wieś w Anglii, w hrabstwie Buckinghamshire, w dystrykcie (unitary authority) Buckinghamshire. Leży 68 km na północny zachód od centrum Londynu. W 2001 miejscowość liczyła 693 mieszkańców.